# Большой чертёж
«Большой чертёж» — единая генеральная карта Русского государства крупного масштаба, созданная в XVI веке по указу Ивана IV (Грозного). В 1627 году был составлен «новый чертёж» (минимум вторая редакция), получивший название — «полю». Старый чертёж и чертёж «полю» в настоящее время считаются утраченными. Последнее упоминание о чертежах даётся в описи дел Разрядного приказа, составленной думным дьяком Д. М. Башмаковым в 1668 году.

## История
В 1503—1517 годах, по мнению академика Б. Рыбакова, московские землемеры приступили к составлению «чертежей» пограничных областей России, в первую очередь западных. Появились карты, не дошедшие до нас: «Корельский рубеж», «Литовская и Псковская земля», «Корельские и Лопские земли к Мурманскому морю» и другие. Видимо, к этому периоду относится и создание новой карты Русского государства.
В 1552 году царь Иван IV Васильевич «велел землю измерить и чертёж всему государству сделать». Развернулась громадная по своим масштабам работа по сбору материалов и составлению «чертежей» отдельных областей. Безвестные землемеры засняли внутренние районы по рекам Волге, Оке, Каме, Северной Двине, Печоре с их притоками, а также часть зауральских степей и земли к югу от низовьев Дона и в Прикаспии. Первоначальный чертёж был составлен к 1556 году.
До конца XVI века накопился обширный картографический и описательный материал, по которому (около 1600 года) был составлен «Чертёж всему Московскому государству». Позднее эта утраченная работа — крупнейшая карта Руси XVI века — получила название «Большой чертёж». Это была дорожная карта, построенная по основным дорогам того времени сакмам и шляхам, охватывавшая территории с севера на юг от Ледовитого океана до Черного моря, с запада на восток от Финского залива почти до восточного склона Уральских гор. Названий, относившихся к европейской части России (без сёл и деревень), насчитывалось около 1340, в том числе 880 рек, 400 городов и около 70 озёр. Столь подробная карта использовалась в первую очередь, видимо, для целей управления. После составления «Большой чертёж» часто находился в употреблении и сильно обветшал — «избился и развалился весь».